# مسجد خديجة (برلين)
مسجد خديجة (بالألمانية: Khadija-Moschee)‏ هو مسجد يقع في بانكو في برلين، وهو مسجد لجماعة الأحمدية وأول مسجد في ألمانيا الشرقية افتتح في يوم 16 أكتوبر 2008. يتكون المسجد من مئذنة عالية 39 قدم (12 م) ويتسع لحوالي 500 من المصلين. تم تمويل المسجد بأموال تم جمعها من قبل الجماعة الأحمدية. وقد بُني مسجد آخر في برلين بين عام 1924 وعام 1928 من قبل الحركة الأحمدية في لاهور.

## البناء
تم وضع حجر الأساس للمسجد في 2 يناير 2007 من قبل ميرزا مسرور أحمد. تم بناء المسجد على قطعة أرض مساحتها 4790 متر مربع، وهو يتكون من طابقين. هناك قاعتان للصلاة، تتسعان لحوالي 500 مصلٍ. تم تصميم المسجد من قبل المهندس المعماري مباشر إلياس. يبلغ ارتفاع قبة المسجد 4.5 أمتار ويبلغ قطرها 9 أمتار، ويبلغ ارتفاع مئذنة المسجد 13 مترا. وبلغت تكاليف بناء المسجد ومبنى الإسكان للإمام والمكاتب حوالي 1.7 مليون يورو.

## وصلات خارجية
- مسجدhttps://mawaqitalsalah.com/germany/
- مسجد خديجة اليوممزهر الحق خان